# 다리아 로렌치
다리아 로렌치(Daria Lorenci, 1976년 4월 13일 ~ )는 크로아티아의 배우이다. 2004년 영화 《쿵푸 유감》으로 2004 풀라 영화제 골든 아레나 여우주연상을 수상했다.